# يحيى قافيه
يحيى القافح أو يحيى قافيه (بالعبرية: רבי יחיא בן שלמה קאפח) (ولد في 1853 - توفي في 1932) شغل منصب الحاخام الأكبر في صنعاء باليمن في أواخر القرن التاسع عشر وأوائل القرن العشرين. أسس حركة در دايم (بالمعنى الجيل الحكيم) في اليهودية، التي تعتزم مكافحة تأثير القبالة واستعادة النهج العقلاني لليهودية.

## سيرة شخصية
نشأ يحيى على يد جده، بعد أن تيتم عن والده ووالدته في سن السادسة تقريبًا. عندما كان طفلاً، درس التوراة على يد الحاخام الأكبر حاييم قريع، ابن شقيق والدته المتوفاة. في وقت لاحق، درس على يد الحاخام يحيى يوسف القارة، الذي حصل منه على رخصة الذبح الشعائرية عام 1870. على الرغم من أن الحاخام يحيى خدم لمدة عام واحد فقط (1899-1900) كحاخام اليمن الرئيسي (حاخام باشي)، إلا أنه كان عضوًا دائمًا في المحكمة الحاخامية في صنعاء حتى وفاته، والتي كانت تعمل مع كبير فقهاء القانون والحاخام، يحيى يتسحاق هاليفي (المتوفى عام 1932)، والذي تظهر توقيعاتهما معًا في العديد من وثائق المحكمة والردود الصادرة في الربع الأول من القرن العشرين. في أواخر القرن التاسع عشر، كان مضيفًا للمستعرب النمساوي وعالم الآثار، إدورد جلازر،  الذي أجرى بحثًا في اليمن، وفي مطلع القرن العشرين، أجرى مراسلات مكتوبة مع أحد رؤساء حاخامات فلسطين العثمانية في يافا، الحاخام أبراهام إسحاق كوهين كوك، الذي تولى هذا الدور فيما بعد بصفة رسمية في عام 1921، حيث أجاب هو وزملاؤه الحقوقيون على ستة وعشرين سؤالاً طُرحوا على محكمة صنعاء.
خدم الحاخام يحيى كواحد من كبار المدربين في أكبر مركز تعليمي في المدينة (يشيفا)، والذي كان يقع في كنيس بيت صالح. حتى أجبرت المجاعة التي ضربت في عام 1905، الناتجة عن حرب الإمام يحيى مع الأتراك العثمانيين، على إغلاق المدرسة الدينية. في ربيع عام 1906، أكد الإمام أن الحاخام يحيى هو واحد من أربعة ممثلين عن الجالية اليهودية في صنعاء، إلى جانب هارون الكوهين، يحيى يتسحاق هاليفي، ويحيى الأبيض. حددت الوثيقة التزامات الجالية اليهودية تجاه الدولة الإسلامية وضريبة الجزية المقدرة مقابل كل ذكر يبلغ من العمر 13 عامًا فما فوق. في عام 1909، أصبح مديرًا لمدرسة يهودية بناها الأتراك العثمانيون في صنعاء، والمعروفة باسم المكتاب. بدأ العديد من الإصلاحات في التعليم اليهودي، مثل تدريس الحساب والجغرافيا جنبًا إلى جنب مع التوراة، وتوظيف مدرسين أتراك في مدرسة لتعليم اللغة التركية للشباب اليهود. كانت إحدى إخفاقات المدرسة، وفقًا لآخر حاخام رئيسي لليمن، الحاخام عمرام قوره، أنه من خلال تدريس اللغة التركية، تأثرت دراستهم للغة العبرية، حيث أدرك أن الشباب اليهودي لم يكن لديهم وقت أقل للتأقلم بشكل كامل مع قواعد اللغة العبرية ودقة اللغة. خلال هذا الوقت، تفاقم الجدل حول دراسة كتاب الزوهار. بعد أن سُجن مرتين من قبل السلطات في عام 1914، ولم يُطلق سراحه إلا في مدينة عذر عام 1915، أعرب الحاخام قفيه عن أسفه لتكتمه السابق في عدم التحدث علنًا ضد بعض أمراض المجتمع. بدأ يرفع صوته حول إهمال الناس الهالاخاه والإتجاه للأمور الأكثر صوفية. كان في هذا الوقت تقريبًا عزز حركة در دايم في اليهودية الأرثوذكسية، لمواجهة تأثير القبالة الإسحاقية واستعادة النهج العقلاني لليهودية، مثل الذي يمثله فكر موسى بن ميمون وسعيد الفيومي، وللتشجيع الصارم. التقيد بالهالاخاه كما وردت في مشناه التوراة. ومع ذلك، فإن الابتكارات والقراءات النصية التي أصدرها الحاخام يحيى في بيت مدراش كانت السبب الرئيسي للانقسام في المجتمع اليهودي في صنعاء، وهو الانقسام الذي كان يؤججه باستمرار «الشباب المفعم بالحيوية». وبما أنالدر دايم كانت منتشرة في جميع المعابد في صنعاء، فقد خشي أصحاب هذه المعابد من أن يؤدي ذلك إلى تغييرات في طقوسهم وعاداتهم، الأمر الذي عارضوه بشدة.
عُرف عن الحاخام يحيى أنه «أنفق مبالغ طائلة من أجل استعادة المخطوطات، وحتى أجزاء من مخطوطات أعمال موسى بن ميمون».

## تلاميذه
من كان أشهر تلاميذ الحاخام يحيى قافيه، يحيى الأبيض الذي شغل منصب الحاخام الأكبر لليمن (1932-1934) بعد وفاة الحاخام يحيى إسحاق هاليفي، والذي كان من أبرز تشريعاته إقامة بوابتين جديدتين في أقصى شمال غرب السهل حيث بُنِي الحي اليهودي، من أجل تحديد القوانين التي تحكم نقل الأشياء من منطقة إلى أخرى (إيروف)، ولمنع المسلمين من دخول الحي اليهودي ليلاً لشراء الخمور؛ والحاخام يوسف أهارون عمار هليفي (1911-1988)؛ وإسرائيل يشايهو، عضو البرلمان الإسرائيلي عام 1951، والمحرر المشارك للكتاب التاريخي، شيفوث تايمان، عام 1945.

## إرثه
في عام 1927، استرجع الحاخام يحيى أقدم تفسير مشناه كامل في العالم من جنيزا صنعاء القديمة، وهو تعليق الحاخام ناثان بن أبراهام، رئيس الأكاديمية في الشام (القرن الحادي عشر الميلادي). نُشر العمل في عام 1955، بفضل جهود حفيد الحاخام يحيى، الحاخام يوسف قافيه. أصبح الحاخام يوسف قافيه، الذي خلف جده في اليمن، ولاحقًا في إسرائيل، أحد أبرز قادة المجتمع اليهودي اليمني. نشر نسخًا مصححة ومترجمة من النصوص، بما في ذلك جميع أعمال موسى بن ميمون اليهودية المستندة إلى مخطوطات عمرها قرون أنقذها وحفظها جده.